# Конте ди Савойя (лайнер)
«Конте ди Савойя» (итал. SS Conte di Savoia, в переводе «Граф Савойский») — итальянский океанский лайнер, построенный в 1932 году на верфи Cantieri Riuniti dell’Adriatico в Триесте.
Первоначально был заказан для линии Lloyd Sabaudo; однако после слияния с Navigazione Generale Italiana корабль был достроен для новообразованной Italia Flotte Riunite. Новая итальянская линия также контролировала лайнер «Рекс», аналогичный, хотя и немного больший корабль, построенный всего за два месяца до Conte di Savoia. "Конте ди Савойя" был более современным по отделке и внешнему виду, чем его систершип, и был первым крупным лайнером, оснащенным гироскопическими стабилизаторами.

## История
В ноябре 1932 года лайнер совершил свой первый рейс в Нью-Йорк. В отличие от «Рекса», он никогда не совершал рекордного трансатлантического перехода, достигнув максимальной скорости 27,5 узлов в 1933 году.
«Конте ди Савойя» имел одну необычную особенность, предназначенную для увеличения комфорта пассажиров. Три огромных гироскопа были установлены низко в носовом трюме. Они вращались на высоких оборотах и были разработаны для смягчения бортовой качки — постоянной проблемы на пересечении бурной Северной Атлантики, которая затронула все судоходные линии. На практике они уменьшали бортовую качку за счет замедления её периода, однако они также вызывали досадное «зависание» судна, когда оно находилось в крайних положениях. По соображениям безопасности система была быстро заброшена на восточных переходах, где преобладающая погода производила следующие моря, хотя она все ещё использовалась на западных переходах. Это произошло потому, что при следующем море (и глубоких медленных кренах, которые это генерировало) судно имело тенденцию «висеть» с включенной системой, и инерция, которую оно генерировало, затрудняла судну выправляться из тяжелых кренов. Ничто из этого никогда не влияло на работу рекламного отдела судоходных линий, и преимущества «плавного перехода» активно пропагандировались в течение жизни корабля.
В 1931 году итальянский архитектор Мельчиорре Бега был выбран для проектирования внутренней планировки и мебели лайнера. Бега, который был хорошо известен своими инновационными проектами магазинов, кафе и отелей, создал модернистский интерьер.
«Конте ди Савойя» был снят с коммерческой службы в 1940 году для службы в военное время. В 1943 году он был потоплен, но в 1945 поднят и восстановлен. Списан в 1950 году.

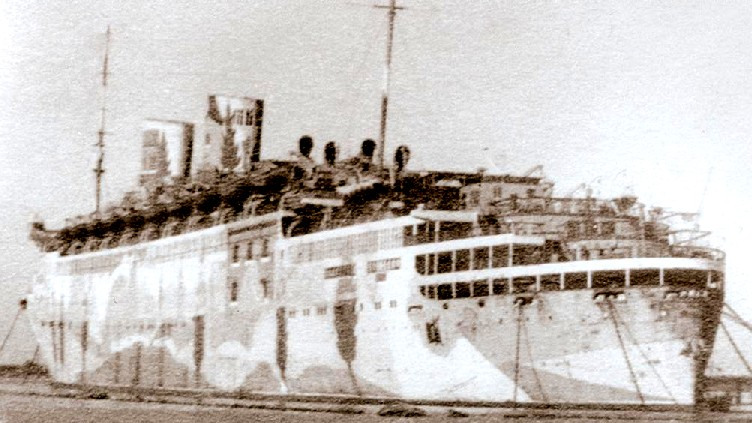
«Конте ди Савойя» на службе

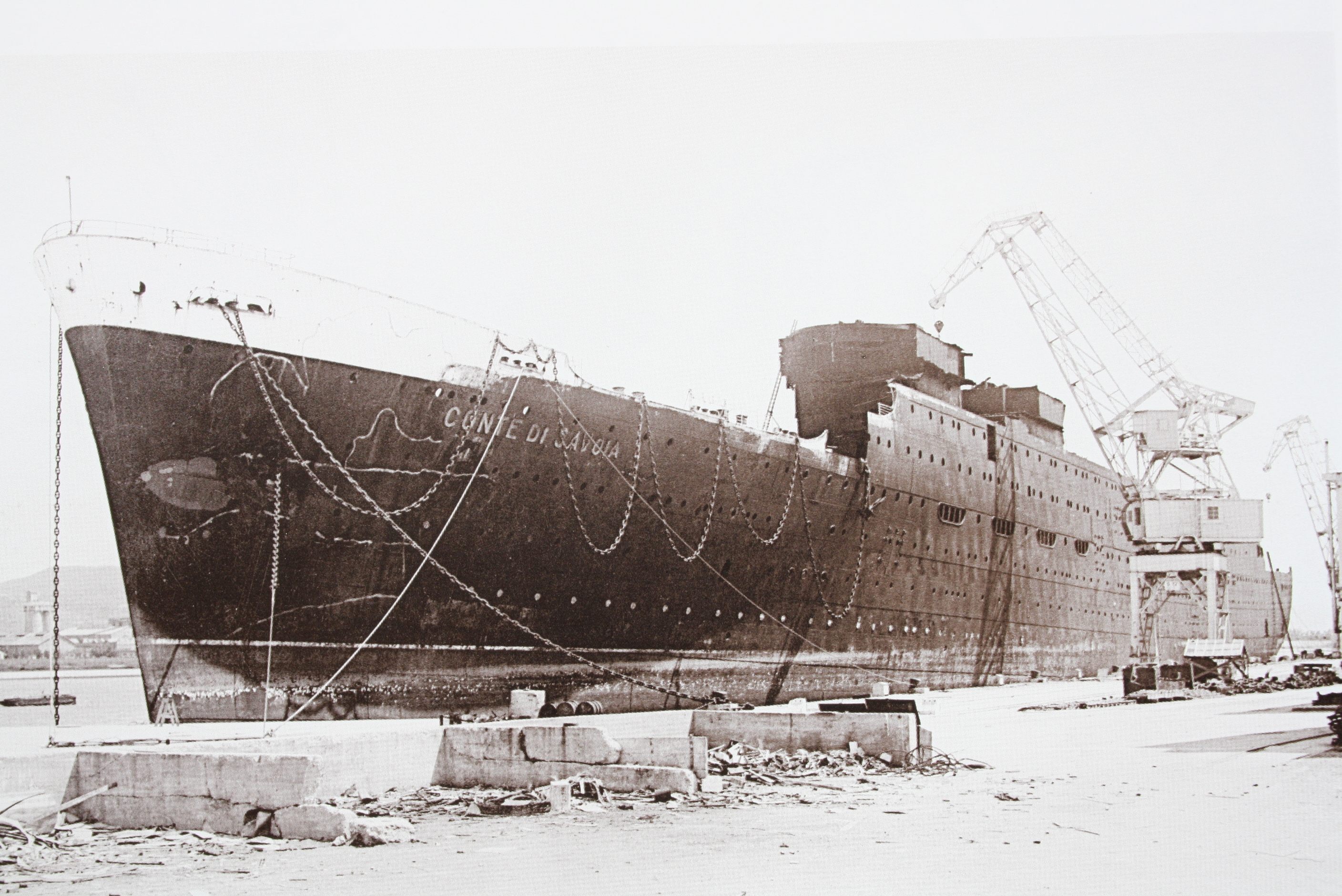
Утилизация лайнера в 1950 году